# Gama
Gama là một khu tự quản thuộc tỉnh Cundinamarca, Colombia. Thủ phủ của khu tự quản Gama đóng tại Gama Khu tự quản Gama có diện tích ki lô mét vuông. Đến thời điểm ngày 28 tháng 5 năm 2005, khu tự quản Gama có dân số 3649 người.